# Derby County Football Club
El Derby County Football Club és un club de futbol d'Anglaterra, de la ciutat de Derby. Va ser fundat en 1884 i actualment juga a la Football League Championship anglesa.

## Palmarés

### Tornejos nacionals
- Lliga anglesa de futbol (2): 1971-72, 1974-75
- Copa anglesa de futbol (1): 1945-46
- Football League Second Division (4): 1911-12, 1914-15, 1968-69, 1986-87
- Football League Third Division North (1): 1956-57
- Community Shield (1): 1976